# Okiseius tibetagramins
Okiseius tibetagramins är en spindeldjursart som först beskrevs av Wu 1987.  Okiseius tibetagramins ingår i släktet Okiseius och familjen Phytoseiidae. Inga underarter finns listade i Catalogue of Life.